# Біон Борисфенський
Бі́он Борисфені́т (або Борисфенський; в літературі трапляється й варіант «Бористеніт»; дав.-гр. Βίων ο Βορυσθενίτης) — філософ та письменник першої половини III століття до н. е. Належав до філософської школи кініків.

## Біографія, особиста вдача, філософська творчість
Народився в давньогрецькій колонії Ольвії, що розташовувалася південніше сучасного міста Миколаєва, на берегах Дніпровсько-Бузького лиману (звідси його прізвисько «Борисфеніт» — тобто «Дніпровський», бо давні греки називали Дніпро Борисфеном; хоча власне місто Ольвія — теж інколи зване Борисфеном — ближче до Бугу, ніж до Дніпра). Походив з найнижчих верств населення: батько його був вільновідпущеним рабом (імовірно, з місцевого населення — можливо, зі скіфів) і торгував оселедцями. «Він з тих, хто у рукав сякається» — так Біон характеризував його в бесіді з македонським царем Антигоном Гонатом і додав: «Обличчя у власному сенсі слова він не мав, а замість нього лише якісь знаки — сліди панських тортур». Мати була родом з материкової Греції, зі Спарти, але за соціальним станом не вища від чоловіка: повія. Збанкрутувавши, батько не мав чим сплатити податки й був вимушений знов продати себе у рабство, а разом із собою всю сім'ю. Приємна зовнішність юнака Біона спричинилася до того, що його купив якийсь немолодий ритор. Помираючи, він заповідав Біонові все своє майно.
Невдячний спадкоємець спалив усі писання того ритора й поїхав до Афін вчитися філософії.
Там він отримав широку філософську освіту: вчився спочатку в Афінській академії (сучасні дослідники припускають, що в Ксенократа, Діоген Лаертський називає Кратета Афінського), потім у представників зовсім інших шкіл: киренаїка Феодора Атеїста, перипатетика Феофраста та в кініків. Вчення останніх мало найбільший вплив на нього, але строкатий склад інших учителів (всі вони були яскравими особистостями) призвів до деякого еклектизму поглядів Біона. Зокрема, суворі, майже аскетичні вимоги кініків до людини були Біоном дещо пом'якшені — треба думати, що під впливом гедоніста Феодора. Замість морального ригоризму та політичного радикалізму первинних кініків Біон радив «ставити вітрила за вітром». Він вважав долю чимсь на зразок драматурга: одному вона дає головну роль, іншому — другорядну, одному — роль царя, іншому — волоцюги-жебрака… Тому, перебуваючи на других ролях, не прагни грати героїв, бо зробиш незугарний вчинок.
|                                               | Ти вмієш добре наказувати, я — підпорядковуватися. Ти добре виховуєш багатьох, а я — самого лише оцього хлопчиська. Ти багатий та щедрий, натомість я сміливо беру в тебе, не принижуючись, не плазуючи, не скаржачись на свою долю. |
| — Біон Борисфеніт, (У викладі Телета з Мегар) | |

Біон вів життя мандрівного проповідника й звертався зі своїми промовами до моряків, гетер, рабів, ремісників.
Він був дотепною людиною: збереглося чимало його гострих висловів. Згідно з традиціями кініків, Біон кпив з усього на світі, навіть з Гомера (цього поета на батьківщині Біона вшановували як бога), а особливо — з геометрії та музики. Він міг ганятися за пишністю та бути марнославним (що вже зовсім не відповідало цим традиціям), навіть марнотратним, іноді полюбляв напускати туману. Його вдача була дуже театральною. Він мав великий хист до глузування, називаючи речі власними, незрідка надто брутальними іменами. Часто нападав на богів, але, коли сам захворів, розкаявся в своїй критиці релігії, приніс жертви та дав надіти на себе амулети. На той час всі його покинули, лише цар Антигон прислав до нього двох слуг та сам відвідав його. Невдовзі Біон помер.

## Літературні здобутки
Філософська спадщина Борисфеніта вважається не дуже цікавою, вторинною, малооригінальною. Натомість його літературний стиль високо цінувався як його сучасниками, так цінується й пізнішими дослідниками. В літературній сфері Біон зарекомендував себе як самобутній автор, різко протиставляючи свою творчість всім визнаним на той час естетичним нормам. Він широко використовував пародії (постійно пристосовував перекручені цитати з Гомера та з класиків грецької драматургії для своїх полемічних потреб), жартівливі неологізми, фольклорні о́брази та прийоми, просторічні й навіть лайливі вирази. За висловом знаменитого александрійського вченого Ератосфена, «Біон першим вдягнув філософію у строкату сукню гетери» (в цих словах міститься також тонкий натяк на походження філософа). Впливу Біонової сатири зазнали й такі визначні античні автори, як Горацій (який захоплювався його мистецтвом «сміючись, казати правду»), Сенека, Плутарх.
Разом зі своїм попередником Кратетом Фіванським Біон Борисфенський остаточно сформував характерні риси кінічної літератури: персональна сатира, гостра й відверта полеміка з супротивниками, словотворчість, пародіювання, гра словами, народна мова (на межі чи навіть за межею пристойності), жанрове розмаїття аж до порушення літературних канонів та перелицювання традиційних засобів поетики (те, що значно пізніше можна було б назвати полістилістикою) — це в плані вираження, а в плані змісту — в першу чергу засудження багатства, ідеалізація природної простоти, критичне ставлення до культури взагалі, моралізаторство всупереч конвенційній моралі.
Саме Біон вважається створювачем жанру діатриби, який набув надзвичайної популярності в літературі кініків, а відтак стоїків, вплинув на творчість римських сатириків, вже згадуваного Горація й навіть християнських проповідників (апостол Павло, Іван Золотоустий, Аврелій Августин та інші). Діатриба — це щось посереднє між доповіддю та діалогом, популярна проповідь на актуальну моральну тему з інтонаціями невимушеності, елементами імпровізації — але за уявною недбалістю тут криються жорсткі прийоми традиційної риторики, тільки в незвичних, «простолюдних» шатах. Певною мірою діатриба зародилася раніше, ще в промовах «класиків» кінізму Антисфена та Діогена Сінопського, але саме Біон довів цей жанр до досконалості (не слід забувати також про його послідовника Телета Мегарського). Створення цього народно-філософського жанру було однією з найвизначніших подій в літературному житті доби пізнього еллінізму.
|                                                 | Були й раби. Рабами торгували. І серед них філософи бували. Наприклад, Біон був Бористеніт, котрий любив на площі гомоніть. І він був раб, і батько був рабом, і довелось нелегко їм обом. В порту почавши із соління риби, він був засновник жанру діатриби. |
| — Ліна Костенко, Скіфська Одіссея. Поема-балада | |